# Saga de Kristni
A saga de Kristni é uma das  sagas dos bispos escrita em meados do século XIII. O seu argumento concentra-se na cristianização da Islândia desde finais do século X até princípios do século XII.
O enredo fundamenta-se em várias fontes, apresentando, contudo, indícios de se tratar de uma obra de autoria individual. A sua principal fonte Íslendingabók que é mais curta e muito mais esclarecedora sobre a obra missionária de Þangbrandr, desde a conversão e os primeiros bispos de Skálholt até à morte de Gissur Ísleifsson em 1118. Kristni þættir e a saga de Kristni aportam vasta informação adicional sobre os primeiros missionários, a viagem de Thorvaldur Kodransson e o bispo Friðrekr.